# Taraxacum lyngeanum
Taraxacum lyngeanum là một loài thực vật có hoa trong họ Cúc. Loài này được G.E.Haglund miêu tả khoa học đầu tiên năm 1938.